# Michel Hébert (écrivain)
Pour les articles homonymes, voir Michel Hébert et Hébert.
Michel Hébert, né le 9 juin 1933 à Montebourg (Manche), est un auteur français de romans policiers et d'ouvrages régionaux sur la Normandie.

## Biographie
Il a obtenu le prix du Roman d'espionnage (OCEP) avec Espions Chinois à Granville et le prix Vidocq avec Qui a tué le douanier du Mont-Saint-Michel ?.
Cadre retraité de l'administration des Douanes, il réside à Donville-les-Bains.